# Jakub Kruszewski
Jakub Kruszewski herbu Abdank – skarbnik łęczycki w latach 1744–1784.
Konsyliarz województwa łęczyckiego w konfederacji radomskiej w 1767 roku.